# Kategoria e Tretë
Kategoria e Tretë (alb. Kategoria Trzecia) – czwarty i najniższy poziom rozgrywek ligowych w piłce nożnej w Albanii, po raz pierwszy zorganizowany w 1930. W rozgrywkach biorą udział 24 kluby w dwóch grupach (Grupa A – 12, Grupa B – 12). Dwie najlepsze drużyny w rozgrywkach awansują do Kategoria e Dytë.

## Skład ligi w sezonie 2014/2015

### Grupa A
| Klub                     | Miasto   |
| ------------------------ | -------- |
| FC Kevitan               | Tirana   |
| KF Spartaku Tiranë       | Tirana   |
| KF Bulqiza               | Bulqiza  |
| Internacionale Tirana FC | Tirana   |
| Shkëndija Tiranë         | Tirana   |
| Drini FK 2004            | Dibra    |
| Djelmnia Shkodrane       | Shkodra  |
| KF Ada Velipojë II       | Velipoja |
| KS Flabina               | Tirana   |
| Sporting Tirana          | Tirana   |
| FC Eagles                | Tirana   |
| Akademia AAS             | Szkodra  |

### Grupa B
| Klub                    | Miasto   |
| ----------------------- | -------- |
| FC Internacional Tirana | Tirana   |
| KF Valbona              | Tropojë  |
| Golemi FC               | Golem    |
| KF Gramshi              | Gramsh   |
| KF Rubiku               | Rubik    |
| KF Fushëmbret           | Elbasan  |
| Shkëndija Durrës        | Durrës   |
| FC Pajove               | Pajova   |
| FK Jehona               | Kozare   |
| FK Adriatiku 2012       | Mamurras |
| KS Sopoti Librazhd II   | Librazhd |
| Young Boys              | Korcza   |